# Stejnegers roodborsttapuit
De Stejnegers roodborsttapuit (Saxicola stejnegeri) is een zangvogel die behoort tot de familie vliegenvangers. Deze soort wordt ook wel beschouwd als een ondersoort van de roodborsttapuit.

## Verspreiding en leefgebied
Deze soort komt voor van oostelijk Siberië en oostelijk Mongolië tot Korea en Japan. Deze vogel overwintert op het schiereiland Malakka.

## Status
BirdLife International accepteert deze soort niet als aparte soort. Daarom heeft de soort geen aparte vermelding op de Rode Lijst van de IUCN en valt onder de categorie niet bedreigd, net als de gewone roodborsttapuit.